# 汉军八旗
汉军八旗（穆麟德轉寫：ujen coohai gūsa）或乌真超哈（穆麟德轉寫：ujen cooha），本称八旗汉军，简称汉军，旗下之人称汉军、汉军人或汉军旗人，外八旗旗分的一种，是清代八旗制度中的主要组成部分。
汉军八旗的前身主要为早期满洲八旗中的汉族人丁，起初地位不高。在崇德年间，因铸造和使用火炮的能力而被清太宗皇太极独立编旗，开始在八旗中扮演“炮兵部队”的角色。除火炮技能外，汉军八旗在入关后在熟悉地形、收集情报、招降纳叛等方面也有先天优势，因此成为了清朝问鼎中原的急先锋。清朝中期，随着八旗人口的不断增长，生计问题开始凸显，清廷遂强令资历最浅的、入关后归附清廷的汉军旗人脱离八旗组织以缓解旗内生存压力，只有入关前归附的辽东“陈汉军”获得了保留。至清中后期，八旗族裔界限消逝，汉军旗人也被满洲影响、同化。

## 歷史

### 独立编旗

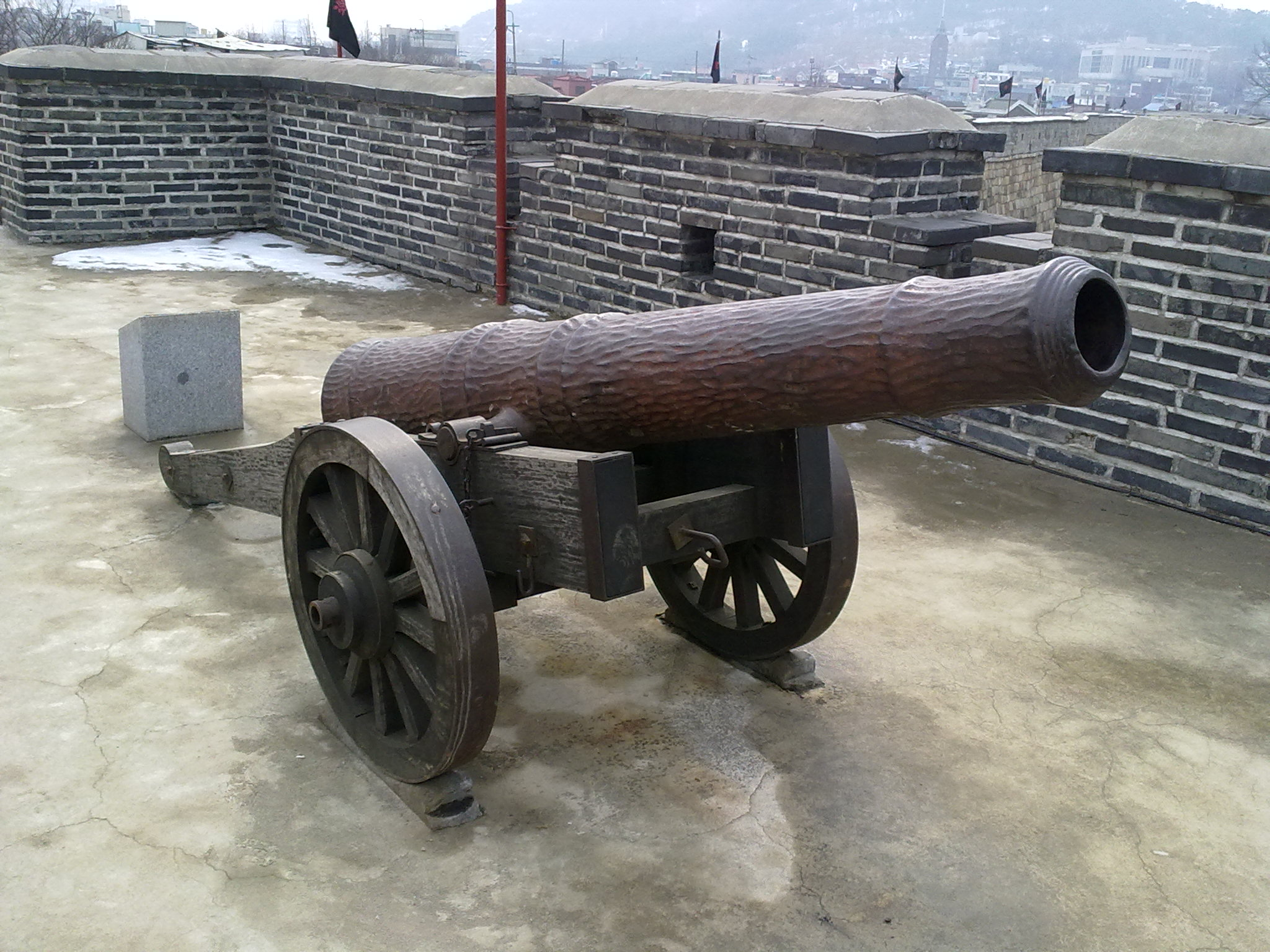
红衣炮

汉军八旗的主要来源是明末主动归附或在之后的战争中被后金及其后身清朝俘获于辽东的人丁，以汉人为主，也有少部分汉化女真人和曾入明为官的蒙古人等等，起初均编隶于满洲八旗之下。由于清太祖努尔哈赤时期对汉人的种种苛政，起初的地位并不高。清太宗皇太极继位后，便力图改变这种状况，汉军的始建就是体现之一。
天聪五年（1631年）以前，后金军中尚无大炮，攻城时难免会受到很大阻碍。于是在该年，皇太极因永平之战俘获的王天相会造炮，命其铸造红衣炮，并始编汉军一旗，旗纛为青色，由额驸佟养性率领这支“重兵”。汉军之所以在满语中被称为“重兵”也正是由于归降汉人铸造、掌管火炮而得名，因此可知汉军创制之初扮演着八旗军队中“重炮兵部队”的角色，火炮对于后金军队的重要性也使得汉军地位获得了提高。
崇德二年（1637年）七月，汉军扩建为二旗，旗纛仍为青色。两年后（1639年）再增至四旗，旗纛为纯青镶黄、纯青镶白、纯青镶红和纯青色。不过，无论是汉军一旗、二旗还是四旗时期，旗下人丁的本籍均属满洲旗分之下，当时汉军的旗色只是为了对兵种加以区分。崇德七年（1642年）六月，由于清朝取得松锦大战的胜利，将此战降人和之前大凌河降人编立佐领，与原先的汉人佐领一同组建汉军八旗，旗色与满洲八旗相同，至此汉军开始拥有独立的旗籍。

### 从龙入关

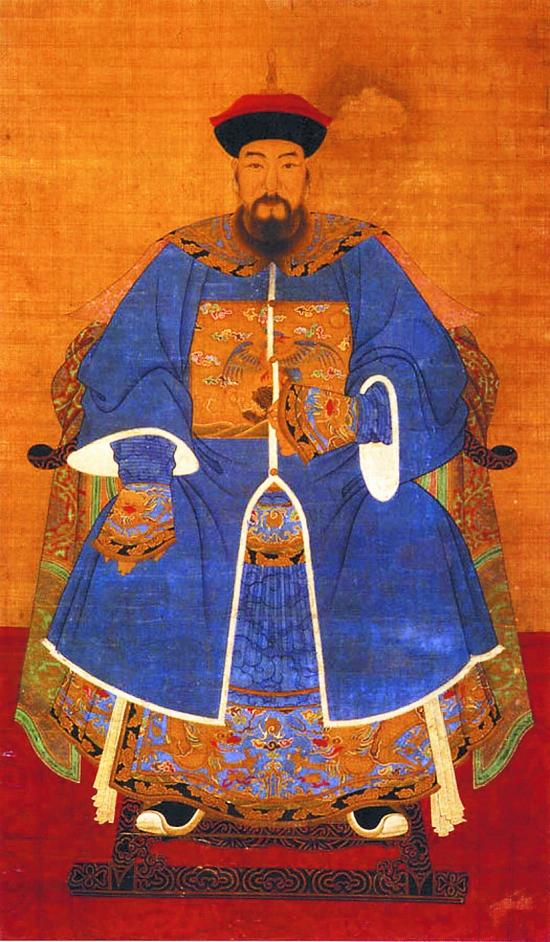
原明朝大学士兵部尚书洪承畴降清后编隶于汉军镶黄旗，为清朝最终定鼎中原出力甚多。

汉军八旗是促成清朝征服中原的关键性角色。尤其是在清军入关之后，对中原的地形和敌情的了解方面，汉军要相较满洲更为熟悉。而且面对着上百万的抗清武装力量，汉军越来越显示出比满洲八旗更强悍的战斗力，使得他们成为了清朝入关后南征西讨的先锋。尤其是在攻城和南方多山地带，满洲骑兵不得施展，汉军便成了清朝征服这类地区的主力部队。
汉军还牵制着新附汉人所组成的武装力量——绿营。清军入关后，民族矛盾加剧，若使满洲人直接控制新附汉人往往难以达到目的，有时甚至降而复叛，因此清朝统治者或委派汉军军官统领绿营；或将前明归降军官编入汉军，并令其率领原部参战。以汉军来维系对绿营的统领既达到了控制之效，又可收征战之功，使得绿营的作用得到了充分发挥。
更能明确表现汉军八旗的作用莫过于对汉军人才的直接任用，这些人在清军南征的时候，对于瓦解抵抗势力的意志起到了很关键的作用，以期让抗清势力认识到归降清朝也有可能像汉军一样获得重用。比如，编入汉军镶黄旗的前明降臣、大学士洪承畴在华南地区的经略就使得一度膠著的西南方面战机逐渐逆转。另外，随着清朝兵锋向南延伸，满洲八旗的兵力越发捉襟见肘，于是汉军也成为了驻防八旗的重要部分之一。汉军在关内地区一般和满洲、蒙古八旗混合驻防，三藩削平后，汉军又进驻福建、广东沿海各省。
清朝占领关内以后，汉军八旗又对局势的稳定起到了一个重要的作用，他们帮助满洲统治者适应中国国情，因地制宜，继承明制。其中范文程、宁完我、张存仁、洪承畴等几乎以“特别顾问”的身份影响着皇帝和大批满洲贵族。在大政方针上，除涉及满洲贵族的特权问题外，其他方面诸如政治、经济、军事、文化、民族关系上均能够有所提议，并被采纳。另外，由于急需说汉语之官员对内地进行治理，曾一度设置汉军专缺破例进行遴选，一时间各地总督、巡抚多为汉军出身。在这一时期，民族矛盾仍然尖锐，并非照搬明制就能够直接解决，所以汉军对清朝统治者的辅佐成为了满洲和汉人中间的一个缓冲点。汉军在二者中间找寻出一条既不冒犯满洲贵族特权，又将政策调节到汉人可以容忍的底线，因此有学者认为，如果没有汉军八旗的从龙辅佐，清朝统治者未必能够夺取中原地区，并建立稳固统治。随着清朝政局的逐渐稳定，满洲统治者经验的逐渐丰富，汉军的作用才开始降低。
汉军八旗因战功封有很多知名世家，如李永芳、范文程、佟养性、石廷柱、尚可喜、耿仲明、沈志祥、张大猷、鲍承先、祖大寿、马光远、蔡士英、孙得功、王世选、左梦庚、施琅等家族。有“尚、耿、石、李、佟、祖、蔡、王”八家为“汉军八大姓”一说。虽然汉军在外八旗中通常被认为地位次于满洲、蒙古八旗，是整体地位最低的，尤其是清朝中期汉军专缺裁撤后，汉军出仕只能递补汉缺，但汉军世家的待遇还是很高，世家子弟在某些情况下可因功勋家族出身而享受破格补满缺入仕的优待。

### 中期出旗
康熙末年，由于八旗人丁的滋生，生计问题开始突显。清朝统治者对此的解决方式之一，便是强令资历较浅的汉军脱离八旗组织。这批人由于来源复杂、并仍然保留着强烈的汉族风俗而一直被清朝统治者另眼相待。乾隆七年（1742年），清高宗正式下令这批汉军出旗，除“从龙入关”的辽东汉军（俗称陈汉军）不在出旗之列外，汉军八旗组织中的其余部分，如入关后归附者、原属于三藩所部者等等皆在出旗之列，因此所谓的“汉军出旗”实际上是新汉军被强令脱离八旗组织。雍正元年（1723年），汉军与汉人家奴壮丁共计44万余人，约占当时八旗人丁总额的72%。至出旗后嘉庆元年（1796年）的再度统计，已降至总人口的43%，可见汉军出旗之规模是巨大的。

### 融入满族
新汉军出旗后，留在八旗之内的已基本是陈汉军后裔，他们早在清初就已满化，从满俗说满语，来华法国传教士白晋在其著作《康熙大帝》中将他们称作“鞑靼化的汉人”。乾隆末年，由清朝官方编纂的《国史列传》中更将汉军名人列入《满名臣传》之中。至清末，旗内满洲、蒙古、汉军之界限更是早已消逝，旗人群体产生了共同的心理状态。故而在民国之后，汉军后裔大都选择认同满族，已不被汉人看作是同胞。若以古推今、因其祖先来源于汉人而称其为汉族人的话，可能会招致对方的不悦。汉军后裔认同满族者以平南王尚可喜之裔较为知名，在清朝时期尚氏家族曾用满姓沙格达氏，近年来还有媒体报道过尚氏后人并提及其满族身份。此外，清代曾隶属于满洲正白旗的明朝开国元勋常遇春九世孙常朗后裔也认同满族。

## 歧义
八旗制度中包衣组织的旗鼓佐领有时在一些文献中也称“汉军”，如包衣汉军、旗鼓汉军、内务府汉军等，或直接简称汉军，但实际上旗鼓佐领是满洲旗分下的包衣组织，并不是汉军八旗的一部分。

### 引证
1. 1 2  中国社会科学院近代史研究所政治史研究室 2011，第553, 555-556頁
2. ↑  清高宗御敕 & 傅恒等奉敕撰 1986，第96頁
3. 1 2 3 4 5  陈佳华 & 傅克东 1981，第19頁
4. 1 2  杜家骥 2008，第31頁
5. ↑  杜家骥 2008，第46頁
6. ↑  杜家骥 2008，第38頁
7. ↑  陈佳华 & 傅克东 1981，第17頁
8. 1 2 3 4 5 6  谢景芳 1986，第84頁
9. ↑  陈佳华 & 傅克东 1981，第17-18頁
10. ↑  赵尔巽等 1998，第9285, 9323, 9331頁
11. ↑  杜家骥 2008，第35頁
12. 1 2  陈佳华 & 傅克东 1981，第20頁
13. ↑  杜家骥 2008，第34, 38頁
14. ↑  杜家骥 2008，第34頁
15. 1 2 3  谢景芳 1986，第85頁
16. 1 2  谢景芳 1986，第86頁
17. ↑  杜家骥 2008，第422-423頁
18. 1 2 3 4  谢景芳 1986，第86-87頁
19. ↑  吉祥满族：汉军八旗八大姓氏简述
20. ↑  谢景芳 1986，第90頁
21. ↑  昭梿 1980，第224頁
22. ↑  刘小萌 2008，第66-70頁
23. ↑  刘小萌 2008，第67頁
24. ↑  刘小萌 2008，第67, 70頁
25. ↑  刘小萌 2008，第70頁
26. ↑  刘小萌 2008，第66頁
27. ↑  中国社会科学院近代史研究所政治史研究室 编 2011，第92頁
28. ↑  金启孮 2009，第27頁
29. ↑  张佳生 2008，第230, 231, 236, 237頁
30. 1 2  金启孮 2009，第5（概说）頁
31. ↑  张佳生 2008，第236頁
32. ↑  傅波 2005，第431頁
33. ↑  吉林资讯：四平恋人举办满族婚礼 新娘是清朝王爷尚可喜后人（转自城市晚报）
34. ↑  张佳生 2008，第233, 234頁
35. ↑  杜家骥 2008，第438頁
36. ↑  鄂尔泰等 1985，第25-190頁
37. ↑   參: